# Laak (Eemvallei)
De Laak is een deels gekanaliseerd riviertje op de grens van de Nederlandse provincies Utrecht en Gelderland.
Via de Laak watert het gebied tussen Hoevelaken en Nijkerkerveen af op het IJsselmeer. De beek is al rond 1200 vergraven tot een kanaal, dat het water uit deze veenontginning afvoert naar het Nijkerkernauw bij de Zuiderzee. In de polder Arkemheen ligt het water in de Laak wel een meter hoger dan in de polder. De beek heeft een lengte van ongeveer 7,5 kilometer. Langs de beek ligt een fietspad, het Laakpad.
Ook was de Laak van oudsher de grens tussen het gebied van de bisschop van Utrecht en de hertog van Gelre. Het toponiem Hoevelaken is ook verwant aan deze waternaam. In het jaar 1132 komt de naam voor het eerst voor als 'Hovelaken' en 'Hoflake Arkemheen'. Het gehuchtje Bonte Poort ligt aan de Laak.

## Project Laakzone
In 2015 werd het project Laakzone uitgevoerd om de recreatieve mogelijkheden in Nationaal Landschap Arkemheem tussen Vathorst en Bunschoten-Spakenburg te vergroten.
Ter hoogte van Vathorst is de  Laak bijna twintig meter breed en staat daar in directe verbinding met de grachten tussen de bebouwing. In 2015 werd ook het westelijke deel van de Laak vanaf de sluis op de hoek Workumstraat/ Spakenburgkade verbreed om de doorstroming te verbeteren. Daartoe moest de brug bij de Achterhoekerweg worden vervangen en werd ongeveer 75 meter westelijker  gelegd. Ook de oude bruggen naar boerderijen aan de kant van Nijkerk werden vernieuwd en kregen een hogere doorvaarthoogte. Aan de noordzijde ligt de Laakdijk verder van het water af vanwege de ingegraven gastransportleidingen. Op de verbrede kades aan de zuid- en westzijde van de Laak werden nieuwe fietspaden aangelegd die ook verbinding kregen met de Zevenhuizerstraat in de gelijknamige buurtschap Zevenhuizen. De oevers zijn natuurvriendelijker aangelegd en langs de Laak werd een natuurgebied ontwikkeld.
Door de verbreding van het water en het verhogen van de bruggen ontstond een vaarroute voor sloepjes, kano’s en fluisterbootjes.  In de Laak zijn meerdere kanosteigers aangelegd. Voor de bevaarbaarheid tussen Vathorst en Bunschoten werden twee sluizen aangelegd. De ene aan de rand van Vathorst en de andere ter hoogte van De Kooi in de buurtschap Zevenhuizen. Deze sluizen zijn met de hand te bedienen.
De Laak loopt onder de Nijkerkerweg door, door de buurtschap Bonte Poort naar het Eemmeer. Dit deel is echter ontoegankelijk voor bootjes. Door het graven  van een nieuwe waterverbinding in westelijke richting langs de Nijkerkerweg werd aansluiting verkregen met de Rengerswetering bij Bunschoten. Zo ontstond een vaarroute van Vathorst tot het Eemmeer.

## OntwikkelingOver de Laak

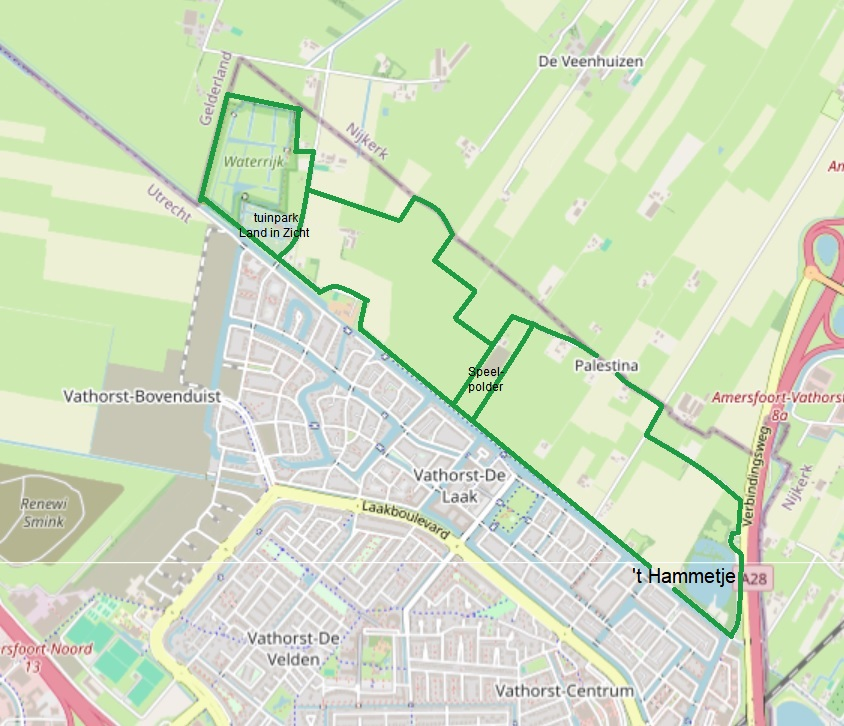
Project Over de Laak

De Laak vormde na de voltooiing van woonwijk Vathorst-Noord de grens met het agrarische gebied. Het project 'Over de Laak' vormde het overgangsgebied van tussen de woonwijk en de grens met de gemeente Nijkerk.
Het agrarische gebied van ongeveer 145 hectare werd ontwikkeld naar een groen recreatiegebied met ruimte voor lichte recreatie, nieuwe natuur en behoud van het open polderlandschap. Daarvan is 36 hectare in eigendom van de gemeente Amersfoort. De uitgangspunten recreatie, natuur en behoud van het bestaande polderlandschap gingen ook golden voor de inrichting van het overige gebied dat in bezit is van projectontwikkelaars (ca. 85 hectare) en particulieren (ca. 20 hectare. Over de Laak moest voorkomen dat de recreatieve druk op Arkemheen en het Hoevelakense Bos te groot wordt. Aan de noordzijde vormt het gebied de overgang naar het open landschap en het verder gelegen Natura 2000 gebied Arkemheen. Door het natuurgebied zijn klompenpaden aangelegd, de natte (w)eilanden zijn met bruggetjes en pontjes verbonden. De sloten tussen de bestaande weilanden werden verbreed zodat een natuurlijke vegetatie van afwisselend riet, kruidenrijke moerasvegetatieen ruig en nat grasland ontstond. 
Het in open verbinding met de Laak staande water fungeert tevens als waterbuffer die overlast bij hevige regenval in de wijk Vathorst voorkomt. Twee kikkerpoelen dragen bij aan de natuurwaarden van dit gebied. 
Het gebied is opgedeeld in drie deelgebieden:
- Waterrijk: natuurgebied voor moeras- en weidevogels met daarin opgenomen een vogelkijkpunt. Recreatiemogelijkheden als een tuinderij, voedselbos, de moestuinvereniging. Hoeve Laakzijde is het gemeenschappelijk initiatief van het leer-werkbedrijf Land in Zicht en een Stadsboerderij waar zorg en landbouw worden gecombineerd. Een theehuis en een natuurschuur maken onderdeel uit van het Tuinpark. Op het Tuinpark van Land in Zicht heeft Stichting het Aardmannetje het beheer van 6000 m² voedselbos.
- Speelpolder: Dit gebied biedt ruimte voor recreatie en spel in een bloemrijk grasland met polderbosjes.
- ’t Hammetje zorgt met het omringende bosgebied voor een nieuwe aansluiting tussen de Domstraat en de Palestinaweg Oost. Rondom de plas is ruimte voor wandelen, natuur en recreatieve functies zoals scouting.

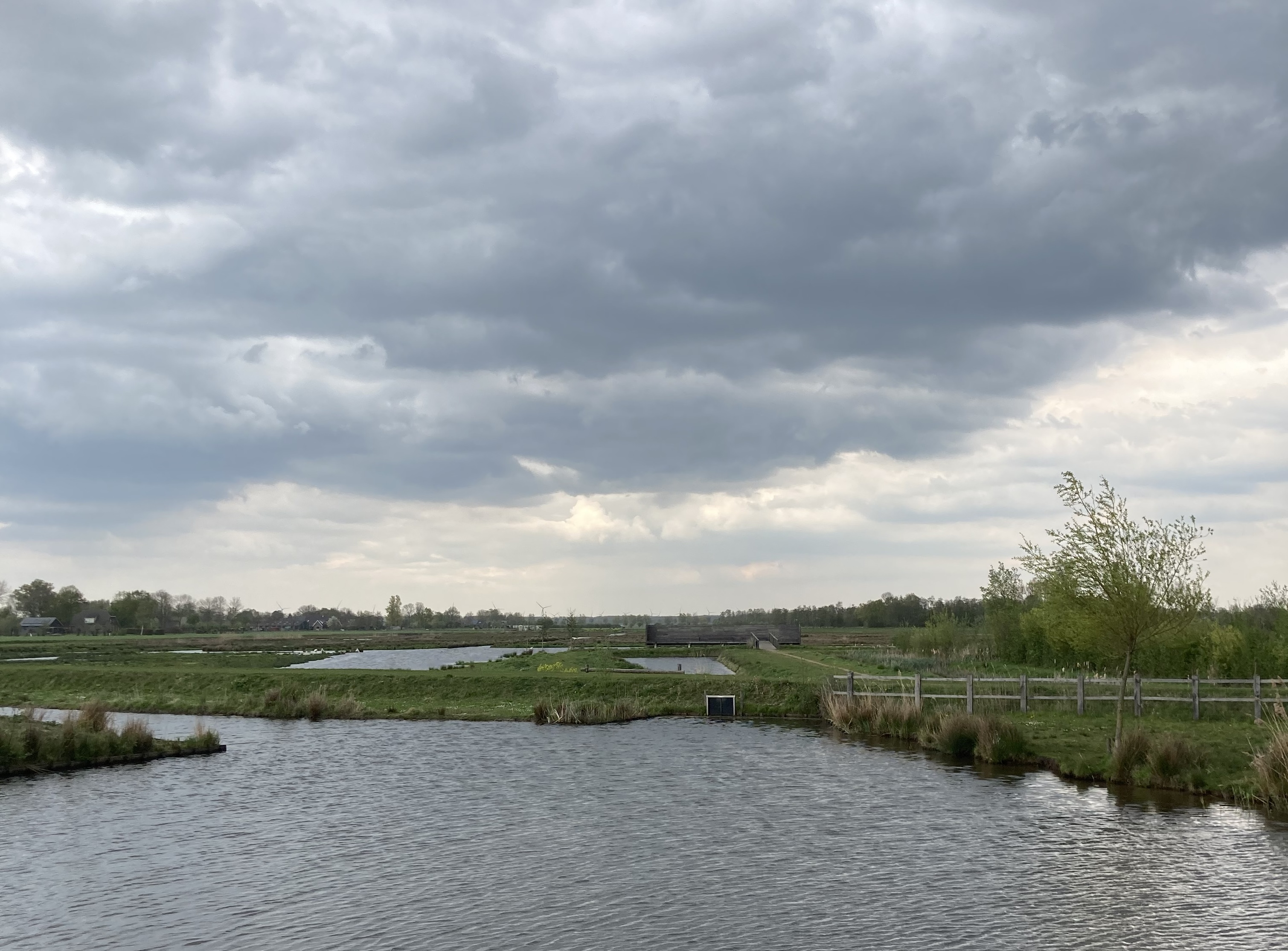
Waterrijk
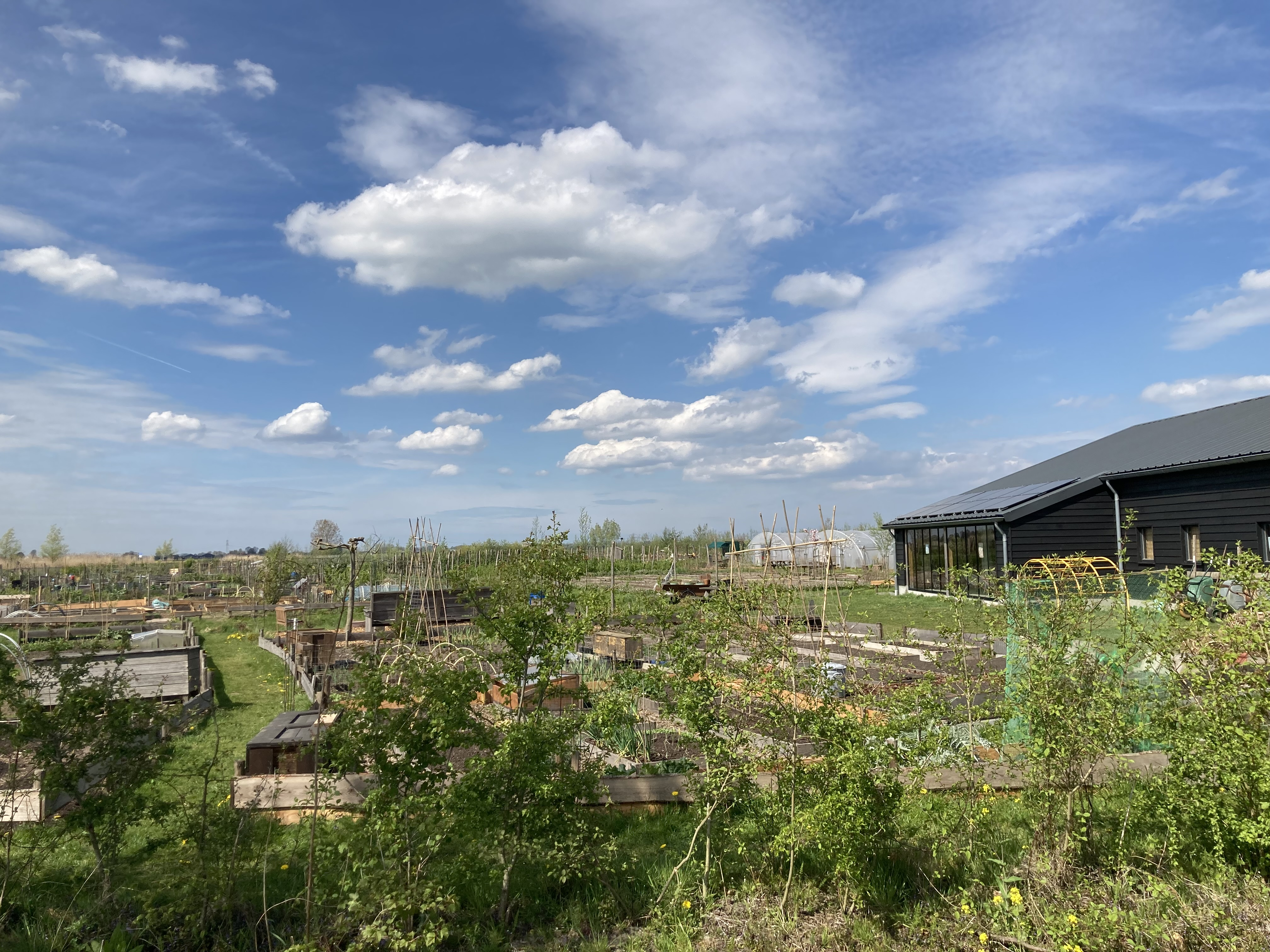
tuinderij met Natuurschuur
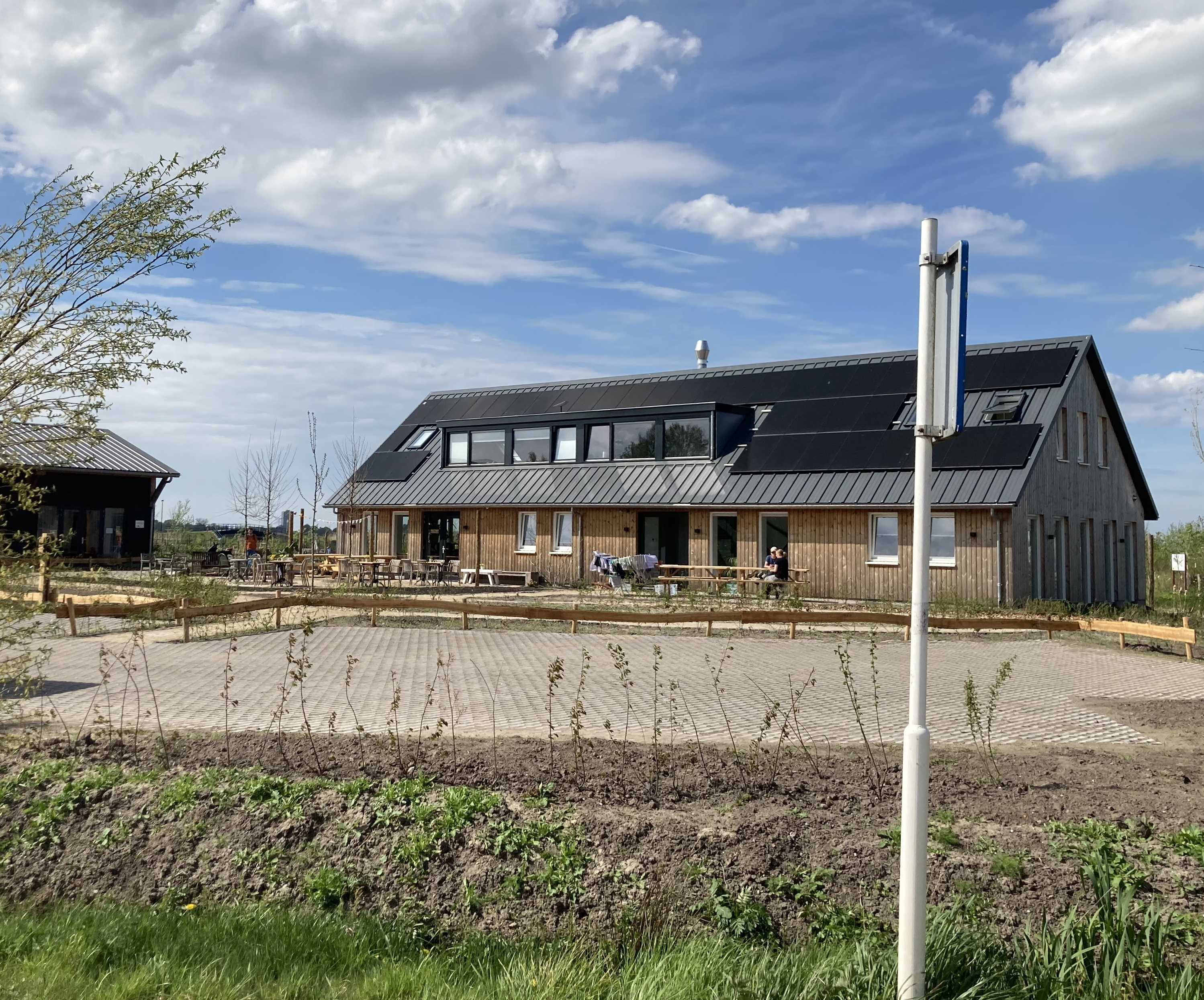
theehuis en dagbesteding
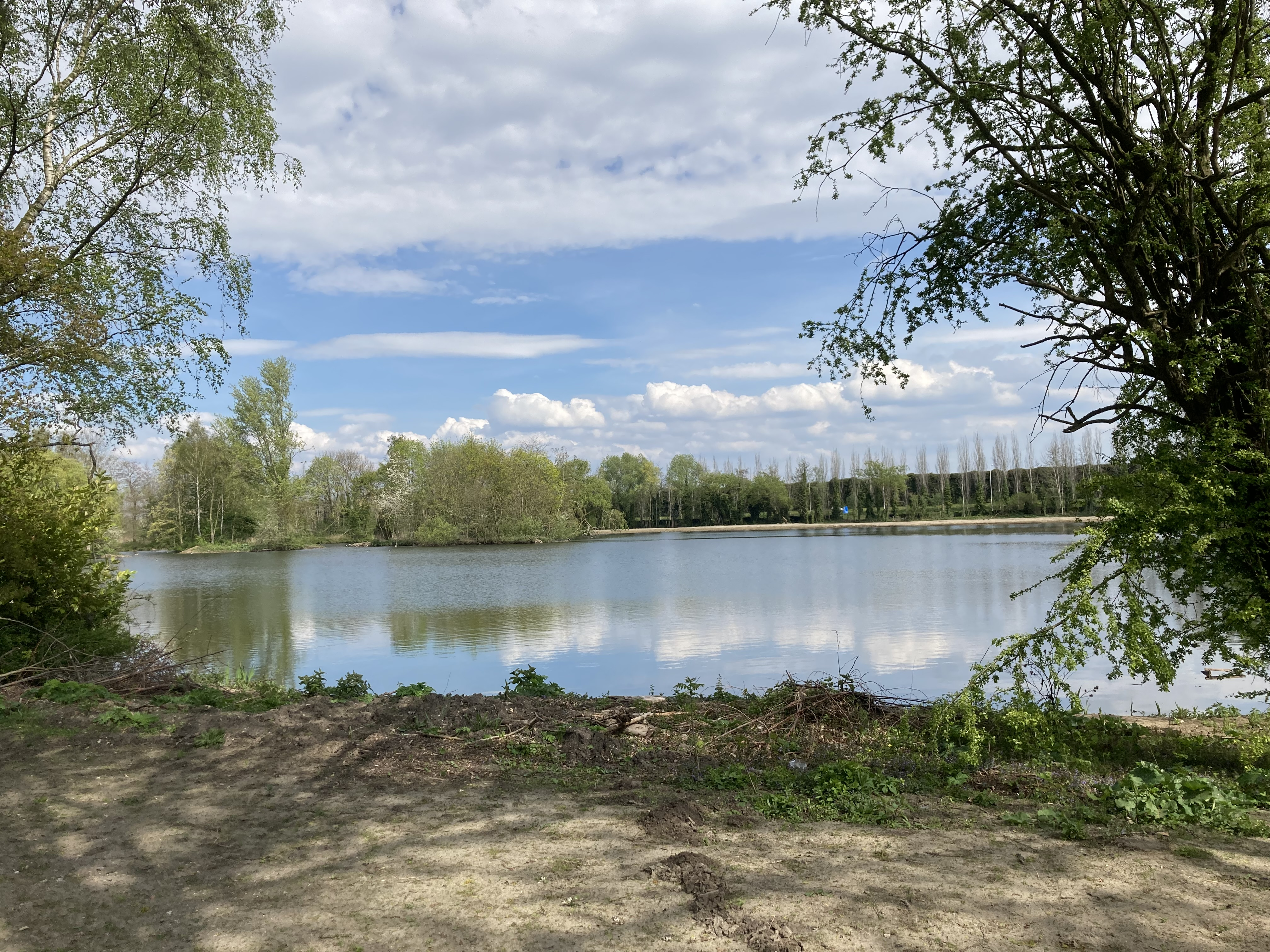
't Hammetje